# Henry Vallotton
Henry François Jules Vallotton-Warnery (* 4. Januar 1891 in Lausanne; † 31. Januar 1971 in Saint-Sulpice VD; Schreibweise des ersten Vornamens auch Henri) war ein Schweizer Politiker, Diplomat und Schriftsteller.

## Leben
Henry Vallotton stammte aus einer wohlhabenden Lausanner Stadtfamilie. Sein Vater war der Buchdruckermeister Henri Vallotton, seine Mutter hiess Louise Vallotton, geborene Zellweger. Nach dem Schulbesuch in seiner Geburtsstadt studierte er dort und in München Rechtswissenschaften und promovierte an der Universität Lausanne zum Doktor der Rechte. Er heiratete 1915 in erster Ehe Blanche Warnery und liess sich im selben Jahr als Advokat in Lausanne nieder, was er bis 1943 bleiben sollte. Dabei bildete er eine Bürogemeinschaft mit seinem Schul- und Studienfreund und späteren politischen Weggefährten Marcel Pilet-Golaz.
Vallotton wurde 1917 in den Gemeinderat von Lausanne gewählt. Er gehörte der Freisinnig-Demokratischen Partei (FDP) an und wurde bald dem rechten Flügel der Partei zugerechnet. Im Jahr 1918 wurde sein Sohn Etienne Vallotton geboren, der die Laufbahn eines Diplomaten einschlagen würde. Henry Vallotton vertrat von 1921 bis 1933 die FDP im Waadtländer Grossrat, dessen Präsident er 1927 war. Innerhalb der Partei konnte er seinen Freund Pilet-Golaz als Generalsekretär durchsetzen. Vallotton pflegte den Lebensstil eines Dandys und begeisterte sich besonders für den Automobilsport. Gemeinsam mit dem Schweizer Industriellen William Borle beteiligte er sich 1924 für etwa die Hälfte der Wegstrecke an der Mission Tranin-Duverne der Franzosen Edmond Tranin und Gustave Duverne. Der Mission gelang die erste Durchquerung Afrikas vom Atlantik zum Roten Meer mit Automobilen. Eine weitere Automobil-Expedition führte Vallotton von Paris nach Kairo. Später gründete er einen Waadtländer Verein der Auto- und Fahrradfahrer, wurde Vizepräsident des Schweizer Alpen-Clubs und übernahm im Touring Club Schweiz den Vorsitz der Waadtländer Sektion. Mit Reiseschilderungen aus Afrika begann er seine Karriere als Buchautor, die er gut zwanzig Jahre später mit mehreren Biographien bekannter historischer Persönlichkeiten fortsetzen sollte. Ferner betätigte er sich im Wirtschaftsleben der Schweiz und gehörte etwa den Verwaltungsräten der Adolph Saurer AG und der Sulzer AG an.
Henry Vallotton war von 1925 bis 1943 Mitglied des Nationalrats. Er heiratete 1931 in zweiter Ehe Yvonne von Freudenreich, eine Tochter des Bakteriologen Eduard von Freudenreich. Vallotton gründete 1932 die rechte Association patriotique vaudoise, einen Verein, der den Staatsrat von Waadt im Fall des Falles bei der Aufrechterhaltung der Ordnung unterstützen sollte. Mehr noch betätigte sich Vallotton in der Aussenpolitik der Schweiz. Er gehörte der Schweizer Delegation bei der Genfer Abrüstungskonferenz von 1932 an. Ab 1935 Fraktionspräsident im Nationalrat, leitete er von 1936 bis 1940 die neu eingerichtete aussenpolitische Kommission. Von Dezember 1938 bis Dezember 1939 wirkte er als Nationalratspräsident. Als solcher unterstützte er nach dem Anschluss Österreichs die Proklamation des Bundesrates und der Fraktionen betreffend die Neutralität der Schweiz. Das Café Vallotton im Bundeshaus in Bern ist nach ihm benannt. Er hatte es als alkoholfreies Café im ehemaligen Zeitungszimmer des Parlamentsgebäudes einrichten lassen.
Henry Vallotton hatte den militärischen Dienstgrad eines Obersten inne. Er besuchte im Januar 1940 die Front im Winterkrieg zwischen Finnland und der Sowjetunion. Im Anschluss übte er Kritik an der Neutralitätspolitik des Bundesrats. Er veröffentlichte im selben Jahr eine politische Schrift mit dem Titel Die Schweiz von morgen. Darin plädierte er für eine Stärkung der Staatsgewalt in der Schweiz unter Vermeidung einer Diktatur. Er schlug die (Wieder-)Einführung eines Landammanns der Schweiz vor, der alle drei oder vier Jahre gewählt werden sollte, sowie eine Neuordnung der Bundesversammlung nach korporatistischen Massgaben. Dieses politische Programm unterschied sich kaum von jenem der rechtsextremen Ligue vaudoise von Marcel Regamey. Dennoch hintertrieb Vallotton jede Form der Zusammenarbeit zwischen der FDP und der Ligue vaudoise.
Im Jahr 1943 schlug er eine neue Laufbahn als Diplomat ein. Sein Weggefährte Marcel Pilet-Golaz hatte die Leitung des Eidgenössischen Departements für auswärtige Angelegenheiten übernommen und ernannte ihn zum schweizerischen Gesandten in Brasilien mit Amtssitz in Rio de Janeiro. Die Leitung der dortigen Botschaft hatte Vallotton bis 1945 inne. Von 1946 bis 1951 vertrat er die Schweiz als Gesandter in Stockholm in Schweden.
Als Schriftsteller zu historischen Themen erfuhr er zunehmend Anerkennung. Die Académie française ehrte ihn 1947, 1950 und 1966 mit dem Prix de la langue française für im Ausland erbrachte Leistungen für die französische Sprache und verlieh ihm 1959 für sein Buch Peter der Große. Rußlands Aufstieg zur Großmacht den Prix Eugène Carrière. In seinem umfangreichen, 1954 erschienenen Werk Bismarck et Hitler spiegelte sich seine Präferenz für politische Autorität, die er bei Otto von Bismarck sah, zuungunsten einer bei Adolf Hitler verkörperten Diktatur wider.
Bis zu seinem Ruhestand im Jahr 1956 war Vallotton ab 1952 noch schweizerischer Gesandter in Belgien und Luxemburg mit Amtssitz in Brüssel. Der Bundesrat betraute ihn im fortgeschrittenen Alter wiederholt mit einzelnen diplomatischen Missionen, insbesondere in Afrika.

## Werke
- Le Divorce et la séparation de corps en droit international privé, étude de la convention de La Haye du 12 juin 1902. Dissertation. Tarin, Lausanne 1914.
- L’Auto dans la brousse. Notes d’un voyage en Afrique occidentale. Fischbacher, Paris 1925.
- Sur une six roues. De Paris au Caire par Constantinople et Bagdad. Mit einem Vorwort von Maxime Weygand. Berger-Levrault, Paris 1927.
- Faut-il «fermer» le Conseil National? (= Schriften der Freisinnig-Demokratischen Partei der Schweiz. Nr. 32). Lausanne 1936.
- Die Aussen- und Neutralitätspolitik der Schweiz. Referat in deutscher Übersetzung (= Schriften der Freisinnig-Demokratischen Partei der Schweiz. Nr. 36). Bern 1938.
- Confédérés et Romands = Deutschschweizer und Westschweizer. Bischofberger, Chur 1938 (übersetzt von Charles Keller).
- Beitrag zur Revision der Geschäftsordnung des Nationalrats. Aufzeichnungen während einer Studienreise zum französischen und zum englischen Parlament, Februar–März 1939. Stämpfli, Bern 1939 (Originaltitel: Contribution à la révision du règlement du Conseil National suisse. Notes sur un voyage d’étude aux Parlements français et anglais, février–mars 1939. Bern 1939.).
- Finnland 1940. Was ich sah und hörte. Verkehrsverlag, Zürich 1940 (Originaltitel: Finlande 1940. Ce que j’ai vu et entendu. Lausanne 1940. Übersetzt von Hans Grossrieder und Eugen Theodor Rimli).
- Die Schweiz von morgen. Verkehrsverlag, Zürich 1940 (Originaltitel: La Suisse de demain. Lausanne 1940. Übersetzt von Eugen Theodor Rimli).
- Wunderbares Afrika. Rentsch, Erlenbach-Zürich 1941 (Originaltitel: Afrique ! Lausanne 1941. Übersetzt von Hans Dühring).
- Madeleine Blanchard. Nouvelles. Payot, Lausanne 1942.
- Alphonse XIII. Payot, Lausanne 1943.
- Brésil, terre d'amour et de beauté. 4. Auflage. Payot, Lausanne 1952 (Erstausgabe:  1945).
- Elisabeth, die tragische Kaiserin. Hueber, München 1950 (Originaltitel: Élisabeth, l’impératrice tragique. Paris 1947. Übersetzt von Otto von Taube).
- Mensch und Tier in Afrika. In zwei Bänden. Mit Illustrationen von Alfred de Nottbeck. Artemis, Zürich 1948 (Originaltitel: Hommes et bêtes d’Afrique. Lausanne 1948. Übersetzt von N. O. Scarpi).
- Ivan le Terrible. Marabout, Paris 1984, ISBN 2-501-00489-2 (Erstausgabe: Fayard, Paris  1950).
- Sept souverains de Suède. Payot, Lausanne 1950.
- Le gaucho errant. Conte de la République argentine. Mit Illustrationen von Tito Saubidet und Marcel Vidoudez. Payot, Lausanne 1951.
- Marie-Antoinette et Fersen. La Palatine, Paris/Genf 1952.
- Bismarck et Hitler. L’Age d’Homme, Lausanne 2002, ISBN 2-8251-1732-3 (Erstausgabe: La Table ronde, Paris  1954).
- Catherine II. Fayard, Paris 1955.
- Voyage au Congo et au Ruanda Urundi : carnet de route. Weissenbruch, Brüssel 1955.
- Alain-Fournier ou La pureté retrouvée. Nouvelles Editions Debresse, Paris 1957.
- Élisabeth d’Autriche. L’Impératrice assassinée. Fayard, Paris 1957.
- Peter der Große. Rußlands Aufstieg zur Großmacht. 2., durchgesehene Auflage. Callwey, München 1978, ISBN 978-3-7667-0430-6 (Originaltitel: Pierre le Grand. Paris 1958. Übersetzt von Eleonore Seitz und Hermann Rinn).
- Bismarck. L’homme de fer. Gérard, Brüssel 1985, ISBN 2-501-00643-7 (Erstausgabe: Fayard, Paris  1961).
- Maria Theresia. Die Frau, die ein Weltreich regierte. Ullstein, Frankfurt 1991, ISBN 3-548-11649-3 (Originaltitel: Marie-Thérèse, impératrice. Paris 1963. Übersetzt von Ulla Leippe).
- Metternich. Napoleons großer Gegenspieler. Ungekürzte Ausgabe. Ullstein, Frankfurt 1987, ISBN 3-548-27553-2 (Originaltitel: Metternich. Paris 1965. Übersetzt von Ulla Leippe).
- Alexander der Erste. Ein Zar gegen Napoleon. Wegner, Hamburg 1967 (Originaltitel: Le Tsar Alexandre Ier. Paris 1966. Übersetzt von Ulla Leippe).